# Habib ibn Abd al-Rahman al-Fihri
 (décembre 2017).
Si vous disposez d'ouvrages ou d'articles de référence ou si vous connaissez des sites web de qualité traitant du thème abordé ici, merci de compléter l'article en donnant les références utiles à sa vérifiabilité et en les liant à la section « Notes et références ».
Habib ibn Abd al-Rahman al-Fihri est un aristocrate arabe qurayshite de la famille des Fihrids ou Oqbids. Il a été Wali de Cyrénaïque, puis Émir d'Ifriqiya (756-57).

## Biographie

### Famille
Son nom complet Habib Ibn Abd al-Rahman ibn Habib ibn Abi Obeida ibn Oqba ibn Nafi al-Fihri permet de retracer à sa généalogie.
Son père était Abd al-Rahman ibn Habib al-Fihri Émir d'Ifriqiya de 747 à 755. Son grand-père, Habib ibn Abi Obeida était un général, conquérant du Souss, qui participa en 740 (avec son fils [null Abd al-Rahman ibn Habib al-Fihri]) à une expédition maritime vers la Sicile pour ce qui fut probablement la première tentative d'invasion à grande échelle de l'île.
Son bisaïeul, Abu Obeida ibn Oqba al-Fihri, participa à la conquête de l'Andalousie en 711.
Son trisaïeul est Oqba Ibn Nafi Al Fihri, général arabe Quraychite, fondateur de la ville tunisienne de Kairouan et Wali d'Ifriqyia, envoyé en 670 à la tête des armées musulmanes par Muawiya Ier, calife Omeyyade de Damas, dans le but de conquérir et propager l'islam en Afrique du Nord. Son clan, qui s'installa à sa suite à Kairouan et bénéficia du double prestige lié à la fois à leur lignée Qurashite et à l’héroïsme de leur ancêtre, comptait parmi les principales familles Arabes du Maghreb.

### Wali de Cyrénaïque
Habib Ibn Abd al-Rahman est nommé Wali de Cyrénaïque en 755 par son père, Abd al-Rahman ibn Habib al-Fihri, alors Émir d'Ifriqiya, qui le désigne par la même occasion comme son successeur.
Cette décision est l'une des raisons qui pousse son oncle, Iliyas ibn Habib al-Fihri, à organiser l’assassinat d'Abd al-Rahman ibn Habib al-Fihri. Apprenant l'existence de ce complot, ce dernier ordonne à Iliyas ibn Habib de s'éloigner et de se rendre à Tunis. Prétextant alors venir dans ses quartiers personnels pour lui faire leurs adieux, Iliyas et son autre frère, Abd el-Wârith ibn Habib al-Fihri, poignardent Abd al-Rahman dans le dos pendant qu'il jouait avec ses enfants,. Les assassins font alors fermer les portes du palais afin de s’emparer de Habib Ibn Abd al-Rahman, mais celui-ci peut s’enfuir à Tunis auprès de son oncle paternel ‘Imrân ibn Habîb.

### Guerre de succession
À la suite de cet assassinat, Ilyas ibn Habib al-Fihri se fait proclamer nouvel Émir d'Ifriqiya prenant ainsi la place de son frère. Il se lance cependant immédiatement à la poursuite de son neveu et engage les hostilités avec son frère Imrân ben H’abîb qui l'a recueilli. Les hostilités ne durent cependant pas, un accord ayant été conclu le 15 juin 755, aux termes duquel Habîb Ibn Abd al-Rahman garde Gafça, Kastîliya et Nefzâwa, ‘Imrân règne à Tunis, à Çatfoûra et dans la péninsule (de Bâchoû), tandis qu’Ilyâs garde le reste de l’Ifrîkiyya.
Le même jour, Iliyas Ibn Habib rompt cependant l'accord et capture son frère, Imrân ibn Habib, avant de s’emparer de Tunis, mettant à mort plusieurs nobles arabes locaux.
Retourné à Kairouan, Iliyas ibn Habib fait porter au Calife Abbasside al-Mansour des promesses de soumission de manière à sécuriser sa prise de contrôle de l'Ifriqiya. Il revient également sur la décision de son frère selon laquelle la prière du vendredi ne serait plus faite au nom du Calife. En ce qui concerne sa famille, son frère, Imrân ibn Habib, est envoyé enchainé en Andalousie et remis à la garde de leur cousin, Yusuf ibn 'Abd al-Rahman encore Emir d'Andalousie.
Mais alors que Habib ibn Abd al-Rahman se préparait à embarquer vers l'Andalousie, les partisans de son père rassemblent une armée et le proclament Emir d'Ifriqiya. Son armée s'empare alors de Tunis dès l'année suivante.
Les armées de Habib ibn Abd al-Rahman et de son oncle se rencontrent finalement aux environs de Laribus vers décembre 755. Afin d'éviter la bataille, Habib ibn Abd al-Rahman provoque son oncle en duel. Pressé d'accepter par les commandants de son armée, Ilyas ibn Habib est tué. Habib ibn Abd al-Rahman devient ainsi le maître de l'Ifriqiya et rentre à Kairouan début 756 en faisant publiquement exposer la tête de son oncle sur tout le trajet, en guise de trophée.
À l'annonce de la mort d'Ilyas ibn Habib, ses partisans (dont son frère, Abd el-Wârith ibn Habib al-Fihri, et son oncle, Muhammad ibn Abi Obeida al-Fihri) fuient vers le sud, où ils trouvent refuge chez les berbères Warfajuma.

### Mort
En 757, les berbères Warfajuma et leurs alliés Sufrites balayent le sud de la Tunisie et s'emparent de Kairouan, tuant Habib ibn Abd al-Rahman  et mettant ainsi un terme à la domination de l'Ifriqiya par la famille des Fihrides. 